# Peteroma isocampta
Peteroma isocampta är en fjärilsart som beskrevs av George Francis Hampson 1926. Peteroma isocampta ingår i släktet Peteroma och familjen nattflyn. Inga underarter finns listade i Catalogue of Life.